# Стрельбицький Самсон Іванович
Самсо́н Іва́нович Стрільби́цький — український золотар кінця 18 — першої третини 19 століття. Працював у Києві. Онук відомого українського гравера кінця 17-го, початку 18-го ст. Івана Стрільбицького.

## Родовід

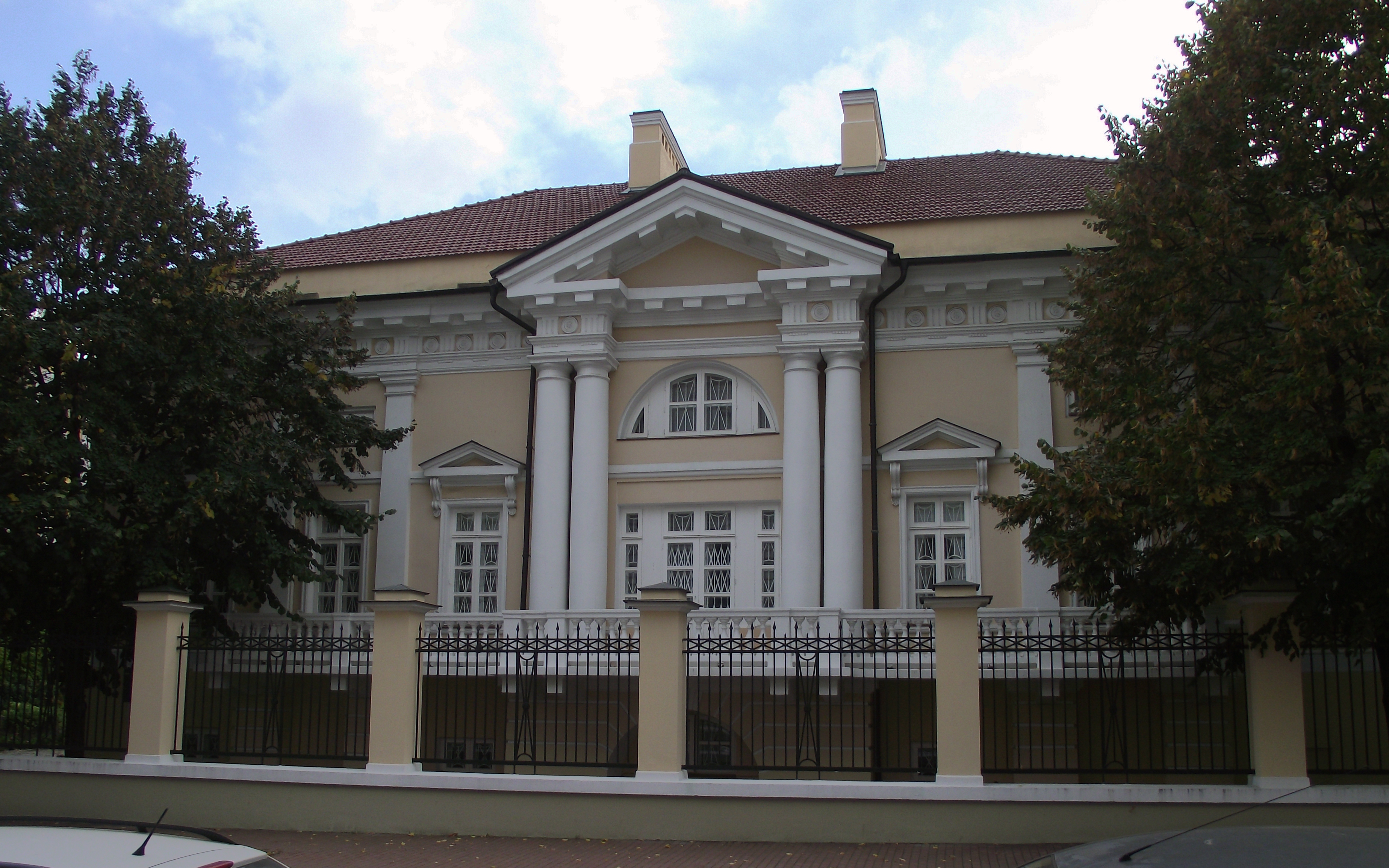
Будинок Стрільбицьких. Пам'ятка архітектури в Києві за адресою вул. Покровська 5. Зараз — резиденція посла США в Україні

- Українське прізвище «Стрільбицький» походить із села Стрільбичі Львівської області. Вперше воно згадане в 1243, ще за князівських часів Галицько-Волинської держави (королівства Русь). Данило з Кульчиць, ловчий у руського князя Лева (Льва Даниловича Галицького).
- Самсон Іванович вчився КМА, мешкав на Подолі, вул. Покровська 5, його будинок один із небагатьох, що вціліли після пожежі 1811.
- Перша згадка про предків Самсона Івановича сягає 1619, коли Федір (Теодор) Стрільбицький з дружиною Анною з роду Майковських заповіли частину свого маєтку Михайлівському Златоверхому монастирю. Їх син Якуб Теодорович Стрільбицький був чернігівським чашником, вибирався від Київського та Чернігівського воєводств депутатом на Сейм Речі Посполитої, був одружений з Виговською. Прадід Ян Стрільбицький був хорунжим панцерної хоругви київської. Дід Самсона Івановича відомий український гравер на міді кінця 17-го, початку 18-го ст. — Іван Стрільбицький, а батько Іван Іванович Стрільбицький вчився та викладав в Києво-Могилянській академії. Самсон Іванович мав онуку Олександру Дмитрівну, яка була одружена з членом Київської думи, засновником Лук'янівського цвинтаря, надвірним радником, дворянином Ілльою Івановичем Зейфертом.

У 1824 заснував хутір, який довгий період часу називався його прізвищем — хутір Стрільбицького. Одна з вулиць була названа його ім'ям — Самсонівська.

## Твори

Шати на ікону Успіння Божої Матері, в Успенському соборі Києво-Печерської лаври (не збереглись)

Два великі свічники до ікон (1801), срібні царські врата Миколаївської церкви (1802), свічник (1803), шати на ікону Успенського собору (1823) і німб (1829, разом із сином Олександром) на ікону (усі — Києво-Печерська лавра). Збереглися потир і срібна таріль.